# Grand delta méditerranéen
Le Grand delta méditerranéen est un espace urbain qui s'étend sur les départements suivants : Alpes-de-Haute-Provence, Bouches-du-Rhône, Gard, Hérault, Var et Vaucluse.
Les principales aires urbaines qu'il contient sont les suivantes (populations recensement 2015). Depuis le zonage de 1999, de nombreuses aires urbaines ont disparu en étant absorbées par d'autres. Ainsi, celles de Cavaillon, de L'Isle-sur-la-Sorgue et d'Orange appartiennent désormais à l'aire urbaine d'Avignon tandis que celles de Fos-sur-Mer, d'Istres et de Miramas à l'aire urbaine de Marseille. Notons la subsistance de l'aire urbaine de Pertuis dans le département du Vaucluse qui, bien qu'elle fasse partie de la Métropole d'Aix-Marseille-Provence, ne fait partie ni de l'aire urbaine de Marseille, ni de celle d'Avignon. En ajoutant les communes situées en dehors des aires urbaines et des agglomérations, la population totale est de 4 423 000 habitants sur une superficie de 13 462,6 kilomètres carrés. La densité de cet espace urbain est de 328,5 habitants au kilomètre carré et comporte 564 communes.
| aire urbaine              | population | superficie | densité | nombre de communes |
| ------------------------- | ---------- | ---------- | ------- | ------------------ |
| Marseille-Aix-en-Provence | 1 752 398  | 3 174,5    | 546     | 90                 |
| Toulon                    | 622 895    | 1 196      | 521     | 40                 |
| Montpellier               | 599 365    | 1 735,7    | 345     | 116                |
| Avignon                   | 527 731    | 2 086      | 253     | 97                 |
| Nîmes                     | 266 593    | 775,6      | 343     | 50                 |
| Alès                      | 114 075    | 662,3      | 172     | 52                 |
| Sète                      | 91 281     | 138,3      | 660     | 7                  |
| Arles                     | 55 766     | 797,2      | 70      | 2                  |
| Salon-de-Provence         | 60 408     | 139,9      | 432     | 4                  |
| Istres                    | 0          | 0          | 0       | 0                  |
| Cavaillon                 | 0          | 0          | 0       | 0                  |
| Orange                    | 0          | 0          | 0       | 0                  |
| Manosque                  | 37 274     | 165,9      | 225     | 6                  |
| Miramas                   | 0          | 0          | 0       | 0                  |
| Lunel                     | 47 171     | 131,1      | 360     | 9                  |
| L'Isle-sur-la-Sorgue      | 0          | 0          | 0       | 0                  |
| Beaucaire                 | 31 150     | 160,5      | 194     | 2                  |
| Brignoles                 | 23 802     | 147,2      | 162     | 4                  |
| Pertuis                   | 19 645     | 66,2       | 297     | 1                  |
| Apt                       | 21 600     | 295        | 73      | 11                 |
| Fos-sur-Mer               | 0          | 0          | 0       | 0                  |
| Total                     | 4 271 154  | 11 671,4   | 366     | 491                |

## Source
- Grand delta Méditerranéen sur le site sur la Population et les Limites Administratives de la France.